# Brevoortia tyrannus
Brevoortia tyrannus é uma espécie de peixe da família Clupeidae do Atlântico Norte. São encontrados em águas costeiras da Nova Escócia até o norte da Flórida. Eles são comuns na baía de Chesapeake. Nadam em grandes grupos que estratificados por tamanho e idade ao longo da costa. Peixes mais jovens e menores são encontrados na Baía de Chesapeake e no litoral sul, enquanto os mais velhos e maiores são encontrados ao longo da costa norte.